# Liste gräzisierter Personennamen
Diese Liste sammelt gräzisierte Personennamen, wie sie vor allem im Humanismus modern wurden. Zur Entstehung und Bildung vergleiche die Lemmata Humanistennamen und Latinisierung. Obwohl die Familiennamen gräzisiert wurden, erscheinen die Vornamen fast immer in latinisierter Form.

## Liste
- Matthias Anomäus (Matthias Ungleich, ~1550–1614)
- Benedictus Aretius (Benedictus Marti, ~1522–1574)
- Theodor Bibliander (Theodor Buchmann, 1509–1564)
- Daniel Bucretius (Daniel Rindfleisch, 1562–1621)
- Benedictus Chelidonius (Benedikt Schwalbe, ~1460–1521)
- Johannes Cochlaeus (Johannes Dobeneck, 1479–1552)
- David Chyträus (David Kochhafe, 1530–1600)
- Nathan Chyträus (Nathanael Kochhaff, 1543–1598)
- Henricus Citharoedus (Hendrik Herp, ~1405–1478)
- Johann Dryander (Johann Eichmann, 1500–1560)
- Athaulphus Dryoxylos (Adolf Eichholz, vor 1490–1563)
- Johannes Gigas (Johannes Hüne, 1514–1581)
- Johannes Gigas (Johannes Riese, 1582–1637)
- Martinus Hylacomylus oder Ilacomilus (Martin Waldseemüller, 1470–1522)
- Franciscus Irenicus (Franz Friedlieb, 1494/95–1553)
- Joannes Kapnion (Johannes Reuchlin, 1455–1522)
- Conrad Lycosthenes (Konrad Wolffhart, 1518–1561)
- Arnoldus Macrander (Arnold Langemann, ~1566–1620)
- Georgius Macropedius (Joris van Lanckvelt, 1487–1558)
- Philipp Melanchthon (Philipp Schwartzerdt, 1497–1560)
- Dionysius Melander (Schwarzmann, 1486–1561)
- Eberhard Mesomylius (Eberhard Mittelmöller, 1570–1630)
- Jakob Micyllus (Jakob Moltzer, 1503–1558)
- Friedrich Myconius (Friedrich Mecum, 1490–1546)
- Crato Mylius (Kraft Müller, ~1503–1547)
- Christophorus Neander (Christoph Neumann, 1589–1625)
- Joachim Neander (Kirchenliederdichter) (Joachim Neumann, 1650–1680)
- Michael Neander (Pädagoge) (Michael Neumann, 1525–1595)
- Michael Neander (Michael Neumann, 1529–1581)
- Joannes Oinotomos (Johann Schneidewein, 1519–1568)
- Hieronymus Tragus (Hieronymus Bock, 1498–1554)
- Ricenus Thrasibulus (Heinrich Khunrath, ca. 1560–1605)
- Hadrian Tribudenius (Adrian von Mynsicht, ~1588–1638)
- Johannes Trygophorus (Johann Hefentreger, ~1497–1542)
- Guilielmus Xylander (Wilhelm Holtzman, 1532–1576)
- Johannes Xylotectus (Johannes Ludwig Zimmermann), (1490–1526)